# In the Land of the Head Hunters
In the Land of the Head Hunters er en stumfilm fra 1914 af Edward S. Curtis.

## Medvirkende
- Stanley Hunt som Motana.
- Sarah Constance Smith Hunt som Naida.
- Mrs. George Walkus som Naida.
- Paddy 'Malid som Kenada.
- Balutsa som Waket / Yaklus.